# 猶他杜父魚
猶他杜父魚（学名：Cottus echinatus），為輻鰭魚綱鮋形目杜父魚亞目杜父魚科杜父魚屬的其中一種。僅分布於美國猶他州的猶他湖，體長可達9.2公分，該種類已滅絕。